# Krystian Brzozowski
Krystian Brzozowski (ur. 20 lutego 1982 w Namysłowie) – polski zapaśnik w stylu wolnym, dwukrotny brązowy medalista mistrzostw Europy, olimpijczyk.
Na Igrzyskach Olimpijskich w Atenach zajął 4. miejsce w kategorii do 74 kg. 
Kilkakrotnie uczestniczył w mistrzostwach świata, zawsze w wadze do 74 kg:
- Teheran 2002 - 18. miejsce
- Budapeszt 2005 - 11. miejsce
- Guangzhou 2006 - 9. miejsce
- Herning 2009 - 18. miejsce
- Moskwa 2010 - 5. miejsce

Jest żołnierzem Sił Powietrznych w stopniu szeregowego.
Na 29. Wojskowych Mistrzostwach Świata w zapasach (2014) w amerykańskiej bazie McGuire–Dix–Lakehurst zdobył brązowy medal w kategorii do 74 kg.
Był też mistrzem (1997) i wicemistrzem (1998) świata kadetów oraz wicemistrzem Europy juniorów (2002).
Zdobył tytuły mistrza Polski w 2001 w wadze do 69 kg oraz w 2002, 2003, 2004, 2005 i 2006 w wadze do 74 kg.